# ダンバートン・オークス会議

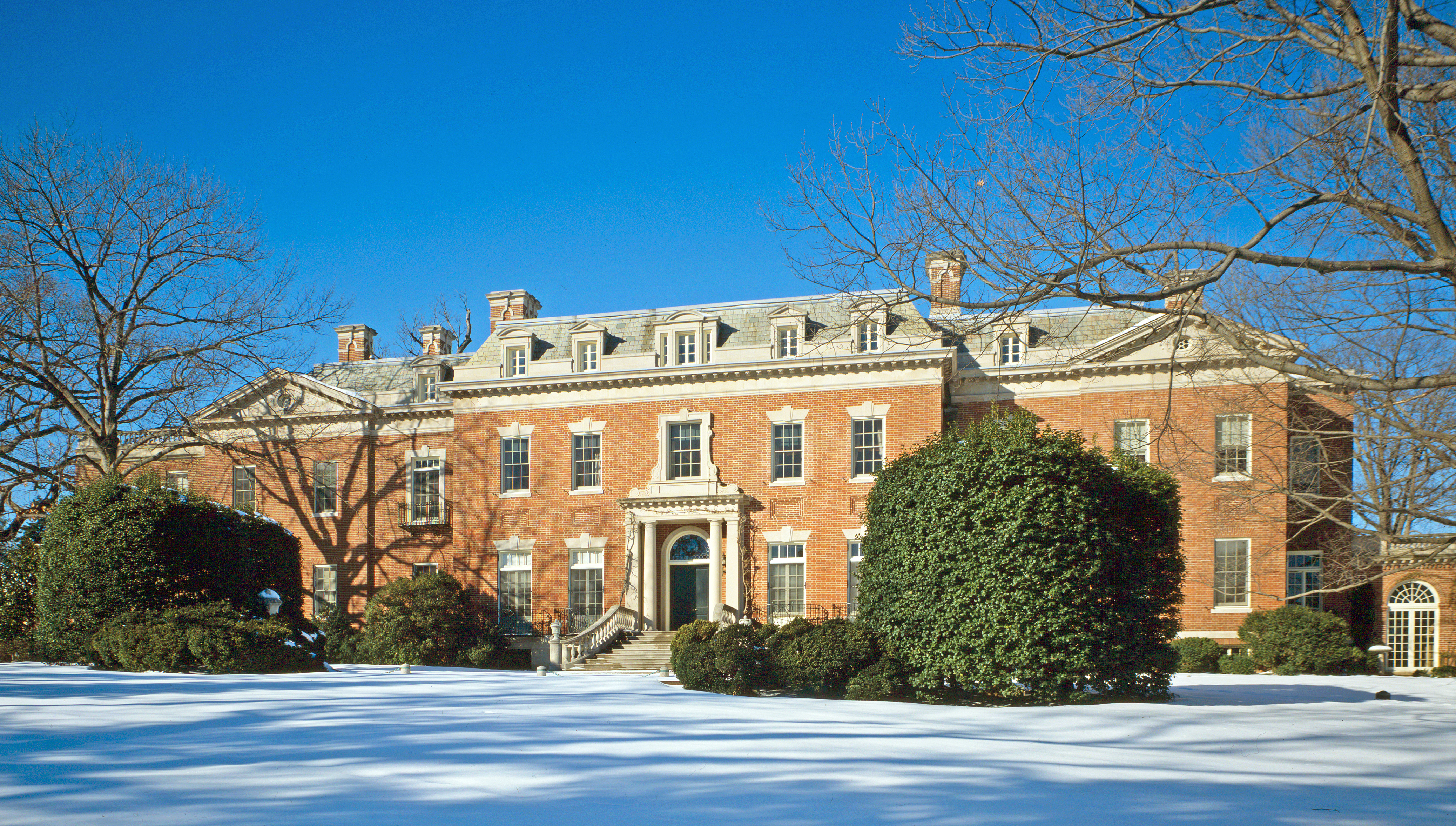
会議が開催されたダンバートン・オークス

ダンバートン・オークス会議（ダンバートン・オークスかいぎ、英：Dumbarton Oaks Conference）は、第二次世界大戦末期の1944年8月から10月にかけてワシントンで開催された国際会議。この会議で採択された提案は「ダンバートン・オークス提案」といわれ、これはサンフランシスコ会議で採択された国連憲章のもととなった。

## 概要
ワシントンD.C.郊外にあるダンバートン・オークスで2回に分けて行われ、1度目はアメリカ合衆国、ソビエト連邦、イギリスの3カ国間で、2度目はアメリカ、イギリス、中華民国の3カ国間で行われた。
合衆国国務次官のエドワード・ステティニアスが議長を務めた。英国の代表団を率いたのは外務次官のアレクサンダー・カドガンであり、ソビエト代表団は駐米大使アンドレイ・グロムイコが率いていた。
この会議で採択された通称「ダンバートン・オークス提案」は正式名を「一般的国際機構の設立に関する提案」（英語:Proposals for the Establishment of General International Organization）といい、この提案は1944年10月9日に公表された。その後、1945年のサンフランシスコ会議で採択された国連憲章はこの「ダンバートン・オークス提案」をもとにして修正等を行ったものであるが、後に国連憲章に規定された安保理決議の表決手続き、ソビエト連邦構成共和国の国連加盟に関する規定、非自治地域に関する規定（国連憲章第11条）、信託統治に関する規定（国連憲章第12章）、自衛権に関する規定（国連憲章第51条）に関してはダンバートン・オークス会議では合意を得られなかった。